# Turfsingel 70 (Gouda)
Turfsingel 70 is een herenhuis uit 1875 aan de Turfsingel in Gouda. Het is aangewezen als gemeentelijk monument. De vroegste bouwtekeningen zijn uit 1880. Het huis werd onder andere bewoond door P. Pannevis, directeur van de 'Nederlandse Sleepvaartdienst'. De laatste bewoner was Herman Aarsman. Op de begane grond was het kantoor van de naastgelegen machinefabriek Sas gevestigd met de tekenkamer en de directiekamer. Er was een directe doorgang tussen herenhuis en fabriek. In de hal hing een tegeltableau dat door de werknemers in 1946 aanboden ter gelegenheid van het vijftigjarig jubileum van de fabriek. Op het tablableau is de vader van de toenmalige directeur afgebeeld. Het werd vervaardigd door keramiekfabriek Goedewaagen, gevestigd aan het Jaagpad te Gouda.

## Machinefabriek
De machinefabriek aan de Turfsingel 71 is opgericht in 1896 en was gevestigd in een pakhuis genaamd 'Antwerpen'. Op een van de ruitjes stond A. J. Sas, de naam van de vader van een van de directeuren. De robuuste geelstenen gevel stamt uit de jaren 1965-1970. In de jaren zeventig en tachtig werden in beide panden illegale praktijken bedreven. Discotheek 'The Place' was er kortstondig gevestigd, tot een brand daar een einde aan maakte. Daarna is het gebouw decennialang ongebruikt gebleven. In 2017 werden de panden hersteld en verbouwd tot drie aparte woningen.